# Франсіс Планте
Франсіс Планте (2 березня 1839 , Ортез  — 19 грудня 1934 , Ланди, Метрополія Франції ) — французький піаніст.
З 1849 навчався у Антуана Мармонтеля в Паризькій консерваторії, закінчивши її в 1853 з великою золотою медаллю.
У 1853 переїхав на Піренеї, де народився, і продовжив самостійні заняття на фортепіано.
У 1863, коли йому було 24 роки, вперше з'явився на публіці, яку надзвичайно вразив своїм самобутнім талантом. Його виступи були надзвичайно емоційними, темпераментними та вирізнялися потужним звуком і свободою виконання. Особливо критики відмічали його виконання творів композиторів-романтиків.
Існують аудіозаписи, де Ф.Планте виконує Етюди Ф. Шопена та «Пісні без слів» Ф. Мендельсона.